# Medvedi Tchekhov
Cet article concerne un club russe situé à Tchekhov. Pour le club situé à Perm, voir Medvedi Perm.
Maillots
Actualités
Dernière mise à jour : 25 août 2020.
Le Handball Club Medvedi Tchekhov  (en russe : Гандбольный клуб Чеховские Медведи, en anglais : Handball Club Chekhovskie Medvedi), littéralement en français Handball Club Ours de Tchekhov, est un club de handball russe, situé à Tchekhov, dans l'oblast de Moscou. Le club a été fondé en décembre 2001 sur l'ossature du CSKA Moscou.

## Histoire

### CSKA Moscou
Ne pas confondre avec le CSKA Moscou (handball masculin), créé en 2020.
La section handball du célèbre club omnisports du CSKA Moscou, le « Club sportif central de l'Armée » qui fut longtemps celui de l'Armée rouge, joue pour la première fois dans le championnat d'Union soviétique en 1969 et devient rapidement l'un des principaux clubs de handball de l'URSS.
Après ses voisins du SK Kountsevo et du MAI Moscou, le club remporte en 1973 le premier de ses neuf titres de champion de l'URSS. Club le plus titré du championnat soviétique, il devance leur voisin moscovite du MAI Moscou qui possède sept titres de champion.
Outre ces titres nationaux, le club s'illustre également sur la scène européenne en remportant deux titres européens. Ainsi, lors de l'édition 1986-1987 de la Coupe des coupes (C2), le CSKA se défait successivement des Norvégiens du Kolstad Håndball, des Suédois du HK Drott Halmstad, des Est-Allemands du SC DHfK Leipzig, des Yougoslaves du RD Slovan Ljubljana pour atteindre la finale de la compétition. Face au club suisse du ZMC Amicitia Zurich, le club s'incline au match aller 16 à 18 mais s'impose au retour 22 à 17 et remporte donc sa première coupe d'Europe (score total : 38 à 35). Cette même saison, le club remporte également le championnat, ce qui lui permet à nouveau de participer à la plus prestigieuse des compétitions européennes, la Coupe des clubs champions (C3). Lors de cette saison 1987-1988, le CSKA élimine tour à tour les Hongrois du VAEV Bramac Veszprém, les Islandais du Víkingur Reykjavik et enfin les Yougoslaves du RK Metaloplastika Šabac pour rejoindre en finale les Allemands du TUSEM Essen. Vainqueur de trois buts lors du match aller à domicile (18-15), le club s'incline au retour avec le même écart (18-21) et est désigné vainqueur grâce à la règle du nombre de buts marqués à l'extérieur. Trois ans plus tard, le club est également finaliste de la Coupe de l'IHF (C3) en 1991.
Après la dislocation de l'URSS, le championnat de Russie est créé en 1992, compétition que le club moscovite remporte à quatre reprises en 1994, 1995, 2000 et 2001.

### Medvedi Tchekhov
En 2001, alors que le club vient de remporter son deuxième titre consécutif de champion de Russie, la direction du CSKA se désintéresse de sa section handball au point de la supprimer. L'équipe de handball trouve alors refuge à Tchekhov à 67 km au sud de Moscou où elle devient Medvedi Tchekhov Oblast Moscou, car elle est censée représenter la région qui entoure la capitale russe.
Cette « séparation » se révèle finalement être une très bonne chose puisque le club domine depuis outrageusement le handball russe : remportant toutes les éditions du championnat de Russie, il domine sans concession tous ces adversaires au point de remporter 87 matchs consécutifs entre 2007 et 2008, marquant une moyenne de 40 buts par match.
L'équipe fournit ainsi l'ossature de la sélection russe.
Sur la scène européenne, le club parvient également à se faire remarquer, notamment en rapportant la Coupe des coupes en 2006 : après avoir battu les Suédois du Hammarby IF Handboll, les Slovaques du Tatran Prešov, les Allemands du HSG Nordhorn, le club s'incline de sept buts lors de la finale aller face aux Espagnols du BM Valladolid (29-36) mais parvient à renverser la vapeur au match retour pour s'imposer de huit buts (34 à 24), remportant ainsi la 3e coupe d'Europe de son histoire, la première depuis la création du Medvedi.
Quatre ans plus tard, le club élimine en quart de finale de la Ligue des champions 2009-2010 le Montpellier AHB à la suite d'une séance de jets de 7 mètres. Le club accède ainsi au final four mais s'incline 27 à 34 face au célèbre club catalan du FC Barcelone puis 28 à 36 face à un autre club espagnol, le BM Ciudad Real, dans le match pour la troisième place.
À noter que le club s'est également hissé deux autres fois en quart de finale de la même compétition, les Ours de Tchekhov étant battus en 2009 par les Rhein-Neckar Löwen (33-31 puis 28-36) et en 2011 par le HSV Hambourg (24-38 puis 37-37).
En 2013, le club rencontre de grandes difficultés financières. Par conséquent, il renonce à sa participation à la Ligue des champions 2013-2014 et doit se séparer de la plus plupart de ses meilleurs joueurs : Mikhaïl Tchipourine, Daniel Chichkarev, Alexeï Rastvortsev, Timour Dibirov, Sergueï Chelmenko ou encore Sergueï Gorbok.
Le club parvient toutefois à sortir de cet écueil en remportant le championnat en 2014 puis en participant à nouveau à la Ligue des champions de 2014 à 2020.
Pour la saison 2020-2021, la restructuration de la Ligue des champions conduit le club à jouer la Ligue européenne (C3).

## Palmarès
| Compétitions internationales | Compétitions nationales / |
| - Coupe des clubs champions (C1) (1) : 1988 - Finaliste en 1977 et 1983 - Coupe des vainqueurs de coupe (C2) (2) : 1987, 2006 - Finaliste en 1985 - Finaliste de la Coupe de l'IHF (C3) (1) : 1991 | - Championnat d'URSS (9) : 1973, 1976 à 1980, 1982, 1983, 1987 - Coupe d'URSS (3) : 1984, 1985, 1986... - Championnat de Russie (25) : 1994, 1995, 2000 à 2022 - Coupe de Russie (14) : 2006 à 2013, 2015, 2016, 2018 à 2021 - Supercoupe de Russie (en) (9) : 2014 à 2022 |

### Parcours
| Saison           | Niveau           | Championnat      | Coupe d'Europe                  |
| Union soviétique | Union soviétique | Union soviétique | Union soviétique                |
| ---------------- | ---------------- | ---------------- | ------------------------------- |
| 1968             | 2                | ?                | -                               |
| 1969             | 1                | 8e               | -                               |
| 1970             | 1                | 7e               | -                               |
| 1971             | 1                | 6e               | -                               |
| Hiver 71/72      | 1                | 6e               | -                               |
| 1972             | 1                | 5e               | -                               |
| 1973             | 1                | Champion         | -                               |
| 1973-1974        | 1                | Vice-champion    | C1 : 1/4 de finale              |
| 1974-1975        | 1                | Vice-champion    | -                               |
| 1975-1976        | 1                | Champion         | -                               |
| 1976-1977        | 1                | Champion         | C1 : Finale                     |
| 1977-1978        | 1                | Champion         | -                               |
| 1978-1979        | 1                | Champion         | C1 : 1/4 de finale              |
| 1979-1980        | 1                | Champion         | -                               |
| 1980-1981        | 1                | 4e               | C1 : 1/2 finales                |
| 1981-1982        | 1                | Champion         | -                               |
| 1982-1983        | 1                | Champion         | C1 : Finale                     |
| 1983-1984        | 1                | Vice-champion    | -                               |
| 1984-1985        | 1                | 3e               | C2 : Finale                     |
| 1985-1986        | 1                | Vice-champion    | -                               |
| 1986-1987        | 1                | Champion         | C2 : Vainqueur                  |
| 1987-1988        | 1                | Vice-champion    | C1 : Vainqueur                  |
| 1988-1989        | 1                | 4e               | -                               |
| 1989-1990        | 1                | 4e               | -                               |
| 1990-1991        | 1                | ≥4e              | C3 : finaliste                  |
| 1991-1992        | 1                | 4e               | -                               |
| Russie           |                  |                  |                                 |
| 1992-1993        | 1                | 3e               | C3 : 1/8 de finale              |
| 1993-1994        | 1                | Champion         | C3 : 2e tour                    |
| 1994-1995        | 1                | Champion         | C1 : 1/8 de finale              |
| 1995-1996        | 1                | 3e               | C1 : 1/16 de finale             |
| 1996-1997        | 1                | 3e               | C3 : 1/8 de finale              |
| 1997-1998        | 1                | ≥4e              | C3 : 1/2 de finale              |
| 1998-1999        | 1                | ≥4e              | C4 : 1/8 de finale              |
| 1999-2000        | 1                | Champion         | -                               |
| 2000-2001        | 1                | Champion         | C1 : 2e tour C3 : 1/8 de finale |

| Saison    | Niveau | Championnat   | Coupe d'Europe       |
| --------- | ------ | ------------- | -------------------- |
| 2001-2002 | 1      | Champion      | C1 : Phase de groupe |
| 2002-2003 | 1      | Champion      | C1 : Phase de groupe |
| 2003-2004 | 1      | Champion      | C2 : 1/8 de finale   |
| 2004-2005 | 1      | Champion      | C1 : 1/8 de finale   |
| 2005-2006 | 1      | Champion      | C1 : phase de groupe |
| 2005-2006 | 1      | Champion      | C2 : Vainqueur       |
| 2006-2007 | 1      | Champion      | C1 : 1/8 de finale   |
| 2007-2008 | 1      | Champion      | C1 : Tour principal  |
| 2008-2009 | 1      | Champion      | C1 : 1/4 de finale   |
| 2009-2010 | 1      | Champion      | C1 : 4e place        |
| 2010-2011 | 1      | Champion      | C1 : 1/4 de finale   |
| 2011-2012 | 1      | Champion      | C1 : Phase de groupe |
| 2012-2013 | 1      | Champion      | C1 : 1/16 de finale  |
| 2013-2014 | 1      | Champion      | -                    |
| 2014-2015 | 1      | Champion      | C1 : phase de groupe |
| 2015-2016 | 1      | Champion      | C1 : poule basse     |
| 2016-2017 | 1      | Champion      | C1 : poule basse     |
| 2017-2018 | 1      | Champion      | C1 : poule basse     |
| 2018-2019 | 1      | Champion      | C1 : poule basse     |
| 2019-2020 | 1      | Champion      | C1 : poule basse     |
| 2020-2021 | 1      | Champion      | C3 : 1/4 de finale   |
| 2021-2022 | 1      | Champion (25) | C3 : poules          |
| 2022-2023 | 1      | à venir       | NQ                   |

### Records
- Club le plus titré du Championnat d'URSS avec 9 victoires ;
- Club le plus titré de la Coupe d'URSS avec 3 victoires ;
- Club le plus titré du Championnat de Russie avec 25 victoires dont 23 consécutifs entre 2000 et 2022 ;
- Club le plus titré de la Coupe de Russie avec 14 victoires sur 17 éditions (en 2022) ;
- Club le plus titré de la Supercoupe de Russie (en) avec 9 victoires sur 9 éditions (en 2022) ;
- Quatre-vingt-sept matchs sans défaite entre 2007 et 2008 en Russie.

## Personnalités liées au club

### Entraîneurs
Les entraîneurs successifs du club sont :
- Iouri Predekha (de) : entraîneur du CSKA de 1971 à 1977[6]
- Iouri Solomko (de) : entraîneur du CSKA de 1977 à 1985[6]
- Valeri Melnik : entraîneur du CSKA de 1985 à 1989[6]
- Anatoli Fedioukine entraîneur du CSKA de 1989 à 1995
- ? : entraîneur du CSKA de 1995 à 2011
- Vladimir Maksimov entraîneur du Medvedi Tchekhov depuis 2001

### Joueurs
Parmi les joueurs du CSKA Moscou, on trouve :
- / Talant Dujshebaev : de 1986 à 1992
- Anatoli Fedioukine dans les années 1970 et 1980
- Valeri Gassi (de) : dans les années 1970
- Viatcheslav Gorpichine : de 198? à 1995
- Oleg Grebnev : de 1985 à 1988
- Iouri Kidiaïev (de) : de 197? à 198?
- Sergueï Kouchniriouk : de 1979 à 1980/81
- Dmitri Kouzelev (de) : de 1991 à 1998
- Denis Krivochlikov : de ? à 1999
- Igor Lavrov (de) : de 1992 à 1998
- Alexandre Rimanov : de ? à 1989
- Pavel Soukossian : de 1983 à 1995 et de 1998 à 1999
- Mikhaïl Tchipourine : de 2000 à 2001
- Mykola Tomine (de) : dans les années 1970 et 1980
- Mikhaïl Vassiliev (de) : de 198? à 1989

Parmi les joueurs du Medvedi Tchekhov, on trouve :
- Pavel Atman
- Sergueï Chelmenko
- Daniel Chichkarev
- Timour Dibirov
- Sergueï Gorbok
- Oleg Grams
- Édouard Kokcharov
- Konstantine Igropoulo
- Vitali Ivanov
- Alexeï Rastvortsev
- Dmitrii Santalov
- Richard Štochl
- Mikhaïl Tchipourine : de 2001 à 2013

## Équipement
Le Medvedi Tchekhov évolue à l'Olimpiysky Sport Palace pouvant accueillir 3000 personnes et évoluait auparavant au Universalni Sportovni Kompleks à l'époque où il jouait à Moscou.